# Nhà thờ chính tòa Vic
Nhà thờ chính tòa Vic (tiếng Catalunya: Catedral de Vic, tiếng Tây Ban Nha: Catedral de Vich), chính thức là Nhà thờ chính tòa Peter the Apostle (tiếng Catalunya: Catedral de Sant Pere Apòstol, tiếng Tây Ban Nha: Catedral de San Pedro Apóstol) là một nhà thờ chính tòa giáo hội Công giáo Rôma ở Vic, Catalunya, Tây Ban Nha. Nhà thờ là trung tâm của Giáo hội Công giáo Roma Vic.
Nhà thờ có phong cách pha trộn của các phong cách Romanesque, Gothic, Baroque và Tân cổ điển.
Nhà thờ chính tòa Vic xuất hiện trong văn bản ghi chép năm 516, mặc dù nó bị phá hủy trong cuộc đột kích Ả rập khoảng năm 717-718. Nhà thờ được xây lại năm 886 khi Bá tước Wilfred the Hairy tái định cư khu vực này. Nhà thờ được tu sử lại bởi Abat Oliba vào thế kỷ 11 theo kiến trúc Roman.

## Hình ảnh

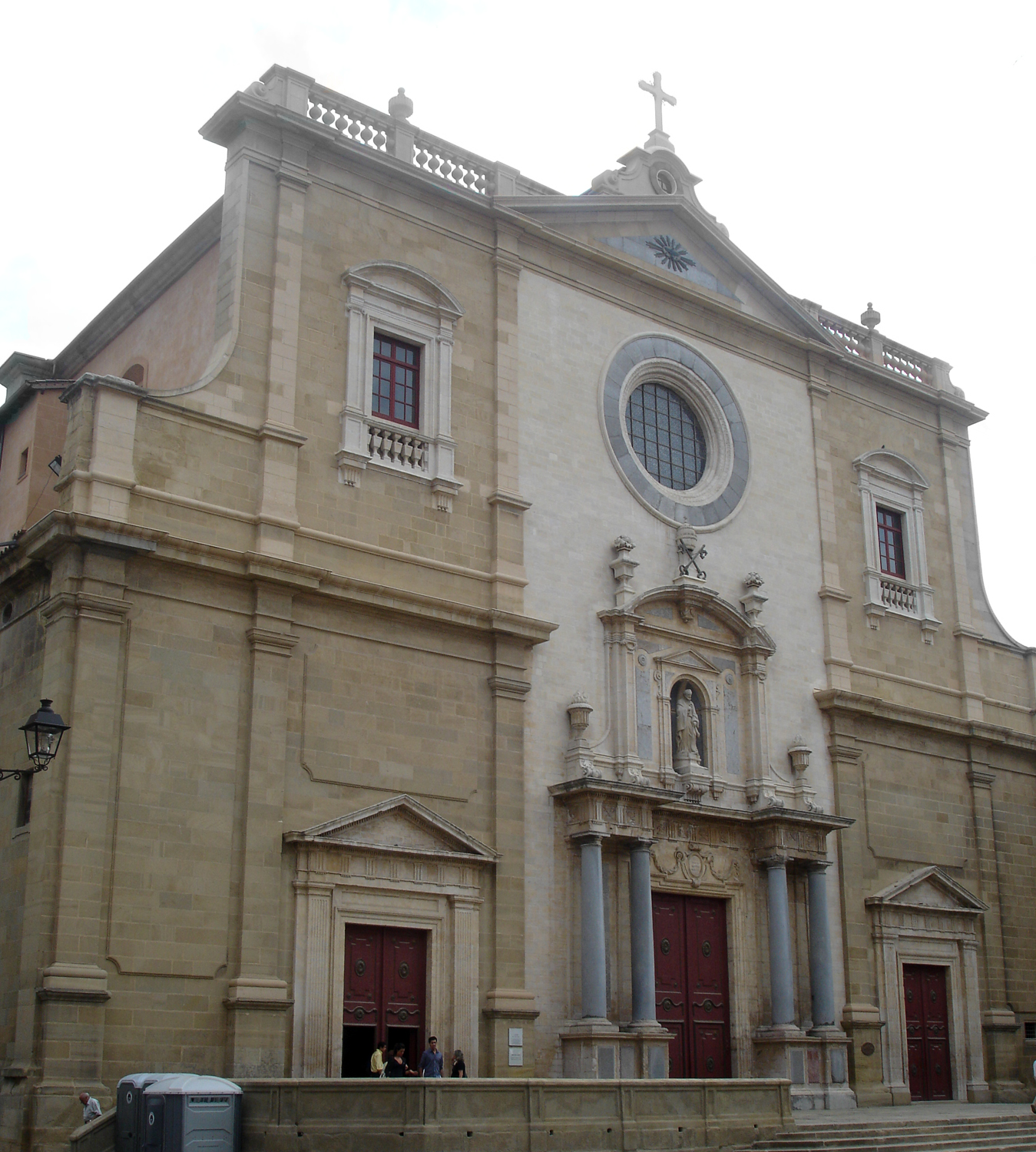
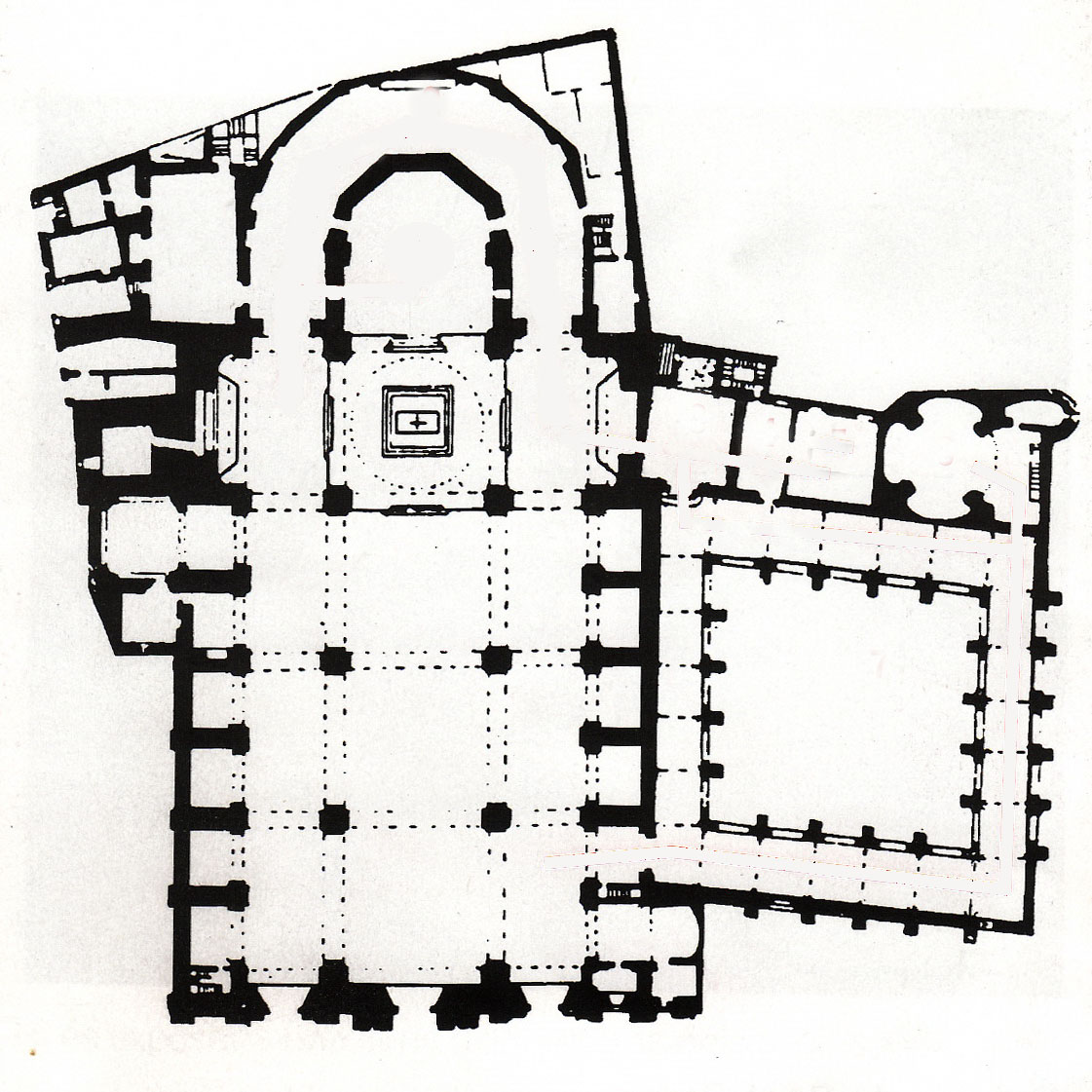
Bản phác thảo tầng trệt